# Armată căzăcească
Armată căzăcească (în limba rusă: казачье войско, kazacie voisko) a fost o subdiviziune administrativă a cazacilor din Imperiul Rus. Era formată dintr-un anumit teritoriu populat de cazaci care locuiau în stanițe, sate întărite, organizate militărește, care asigurau de altfel soldați pentru regimentelele de elită ale armatei imperiale și pentru patrulele de grăniceri. Armatele căzăcești erau numite de obicei după regiunea de dislocare.
Armatele căzăcești din Rusia au fost desființate în 1920 - 1922, la sfârșitul războiului civil rus. Cazacii care au emigrat au continuat să păstreze tradițiile armatelor lor.
În Imperiul Rus, cazacii erau organizați în 11 armate separate, amplasate de-a lungul frontierelor: pe Don, în Kuban, pe Terek, în Astrahan, pe Ural, în Orenburg, în Siberia, în Semirecie, pe Baikal,  pe Amur și pe Ussuri. Exista un mic număr de cazaci în Krasnoiarsk și Irkutsk, care aveau să formeze în 1917 Armata de pe Enisei și regimentul de cazaci din Irkutsk ai Ministerului de interne.